# Saint-Sorlin-d'Arves
Saint-Sorlin-d'Arves é uma comuna francesa na região administrativa de Auvérnia-Ródano-Alpes, no departamento da Saboia. Estende-se por uma área de 39 km². Em 2010 a comuna tinha 346 habitantes (densidade: 8,9 hab./km²).